# Парео

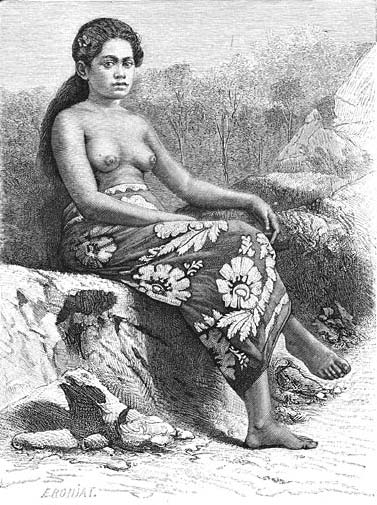
Полінезійська дівчина в парео, 1887

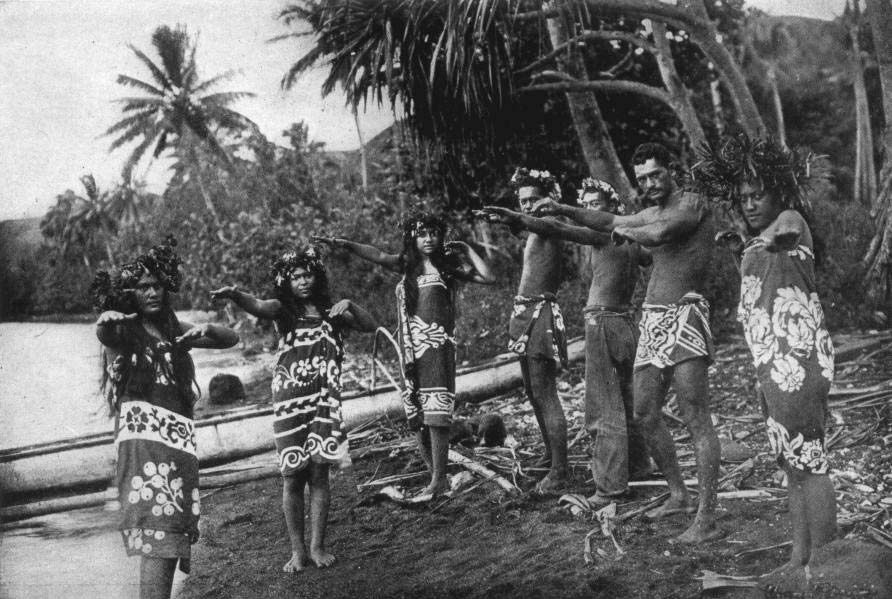
Танцюристи у парео, о. Хіва-Оа, Маркізькі о-ви, 1909

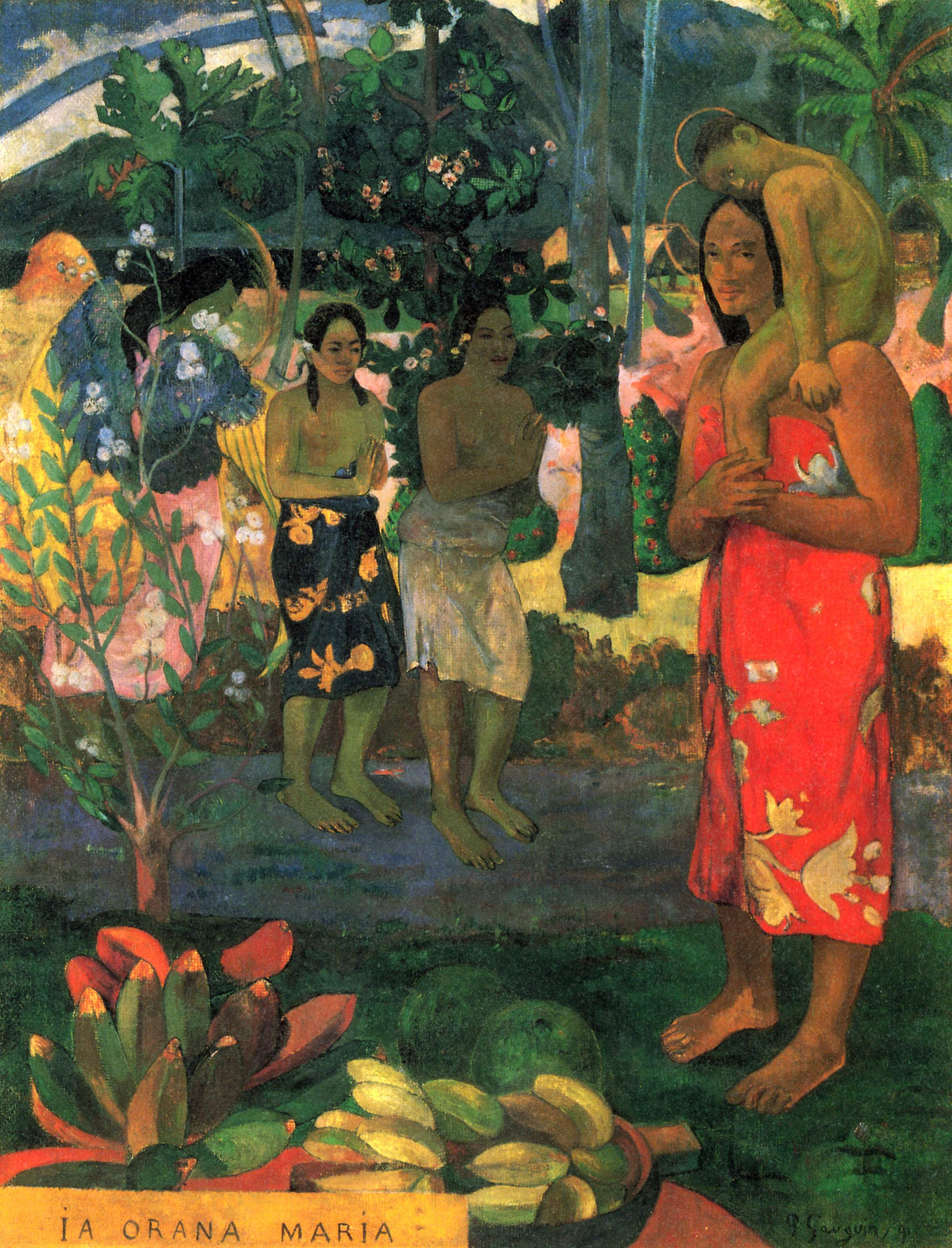
Поклоніння Марії, картина П.Гогена, 1891, Метрополітен-музей, Нью-Йорк

Паре́о (таїтянське pāreu) — традиційний одяг острів'ян, часто як чоловіків, так і жінок, у Океанії, зокрема, Таїті і Гаваїв (у решті частин Полінезії та Океанії в цілому відомий під ін. назвами).

## Носіння парео
Парео являє собою цільний прямокутний відріз тканини, що може бути зав'язаний на тілі у різний спосіб, зазвичай, картатого фарбування.
Існує безліч способів зав'язувати парео. Якщо парео підв'язується на стегнах, то воно має вигляд спідниці, якщо під пахвами — то сукні (зазвичай, лише у жінок). В принципі, парео можна вважати різновидом найпоширенішого одягу у Південно-Східній Азії — саронгу.

## Історія і регіональні назви
Батьківщиною власне парео прийнято вважати Французьку Полінезію, зокрема Таїті, звідси ця назва поширилася на Східну Полінезію (Гаваї), а згодом стала відома в усьому світі.
Інші регіональні (океанійські) назви парео:
- о-ви Тонга, Західна Полінезія — тупену (tupenu)
- о-ви Самоа, Західна Полінезія — лава-лава (lava-lava)
- о-в Ротума, Західна Полінезія — ха'фалі (hạ' fạli)
- о-ви Фіджі, Меланезія — сулу (sulu).
- Папуа Нова Гвінея — лап-лап (lap-lap)

Французький художник Поль Ґоґен, який жив і малював наприкінці XIX—на поч. ХХ ст.ст. у Полінезії (на Таїті, а згодом на острові Хіва-Оа — Маркізькі острови) нерідко зображував на своїх полотнах острів'янок у парео.

## Сучасний стан
Разом з глобалізацією у наш час зазнають змін багато сфер життя. Повсякденною і звичною справою став міжнародний туризм, світова культура і мода вбирають у себе чимало явищ, батьківщина яких може бути дуже віддаленою. Яскравий і наочний приклад — парео, яке з кінця ХХ ст. увійшло в побут по всьому світі як жіночий пляжний костюм.